# Longechaux
Longechaux ist eine französische Gemeinde mit 78 Einwohnern (Stand: 1. Januar 2022) im Département Doubs in der Region Bourgogne-Franche-Comté.

## Geographie
Longechaux liegt auf 725 m über dem Meeresspiegel, sieben Kilometer östlich von Valdahon und etwa 32 Kilometer östlich der Stadt Besançon (Luftlinie). Das Straßenzeilendorf erstreckt sich im Jura, im nördlichen Teil des Beckens von Avoudrey, am Ostfuß des Mont de Goux.
Das 5,13 km² große Gemeindegebiet liegt im französischen Jura. Der Hauptteil des Gemeindegebietes wird vom schwach reliefierten Becken von Avoudrey eingenommen, das durchschnittlich auf 720 m liegt. Es ist überwiegend von Acker- und Grünland bestanden. Das Plateau besitzt keine oberirdischen Fließgewässer, weil das Niederschlagswasser im verkarsteten Untergrund versickert. Die Landschaft weist verschiedene Mulden und Kuppen auf. Im Westen verläuft die Gemeindegrenze auf dem bewaldeten Höhenzug des Mont du Goux, der das Becken von Avoudrey vom Plateau von Valdahon trennt. Mit 820 m wird hier die höchste Erhebung von Longechaux erreicht.
Nachbargemeinden von Longechaux sind Grandfontaine-sur-Creuse im Norden, Avoudrey im Osten und Süden sowie Vercel-Villedieu-le-Camp im Westen.

## Geschichte
Im Mittelalter gehörte Longechaux zur Herrschaft Vercel. Zusammen mit der Franche-Comté gelangte das Dorf mit dem Frieden von Nimwegen 1678 an Frankreich. Heute ist Longechaux Mitglied des Gemeindeverbandes Portes du Haut-Doubs.
Mit 1. Januar 2009 erfolgte eine Änderung der Arrondissementszugehörigkeit der Gemeinde. Bislang zum Arrondissement Besançon gehörend, kamen alle Gemeinden des Kantons zum Arrondissement Pontarlier.

## Sehenswürdigkeiten

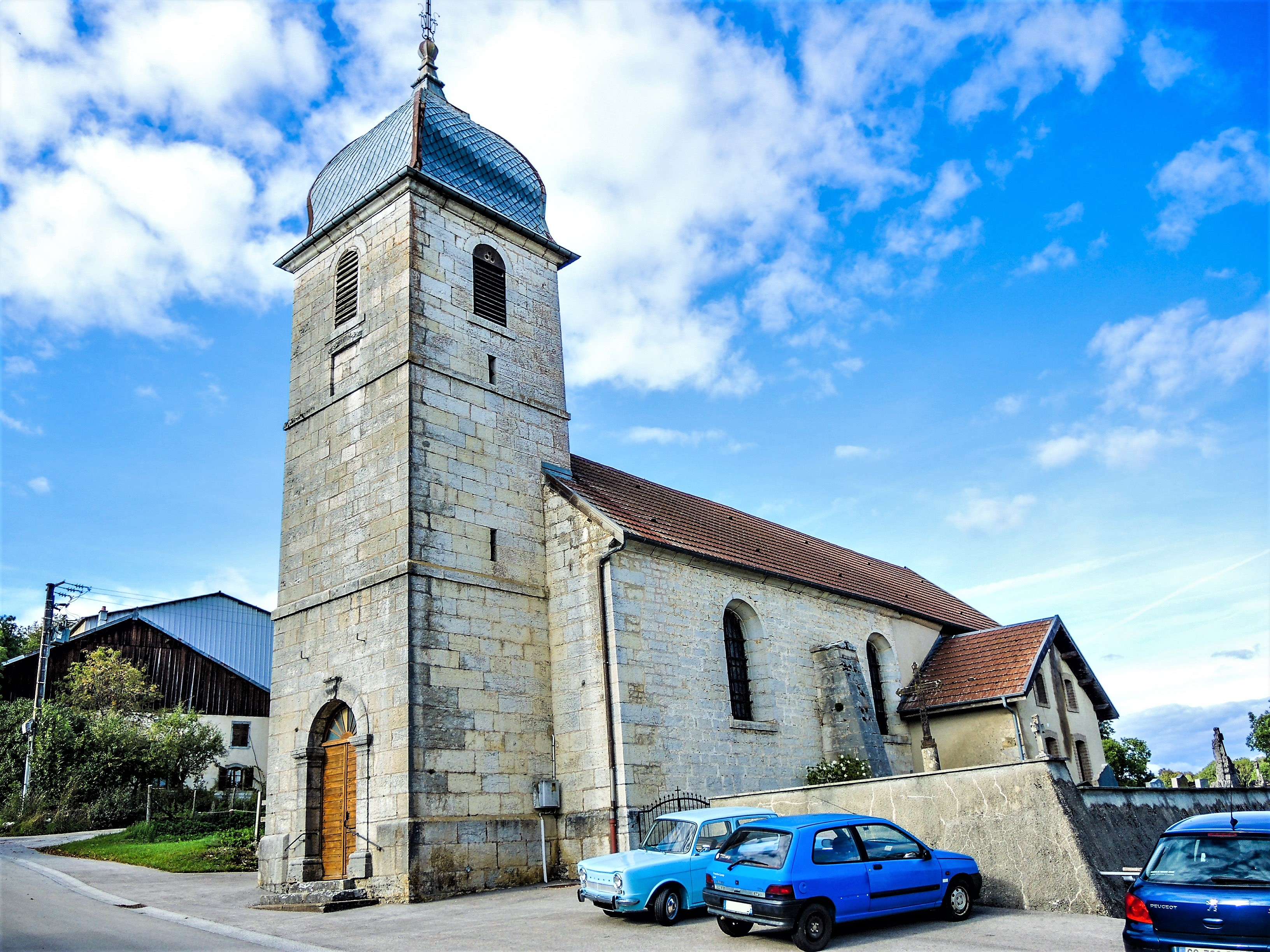
Kirche Saint-Joachim et Sainte-Anne

Die Dorfkirche Saint-Joachim et Sainte-Anne in Longechaux stammt ursprünglich aus dem 17. Jahrhundert, wurde jedoch 1789 vergrößert; der Glockenturm wurde 1772 fertiggestellt. Zur Ausstattung gehören ein massives Taufbecken, ein Kreuz von 1632 und ein Relief mit Christus von 1629.

## Bevölkerung
| Jahr                       | 1962 | 1968 | 1975 | 1982 | 1990 | 1999 | 2006 | 2016 |
| Einwohner                  | 82   | 82   | 74   | 58   | 51   | 53   | 55   | 77   |
| Quellen: Cassini und INSEE |      |      |      |      |      |      |      |      |

Mit 78 Einwohnern (1. Januar 2022) gehört Longechaux zu den kleinsten Gemeinden des Départements Doubs. Während der ersten Hälfte des 20. Jahrhunderts pendelte die Einwohnerzahl stets im Bereich zwischen 100 und 111 Personen. Seit den 1950er Jahren wurde jedoch ein deutlicher Bevölkerungsrückgang verzeichnet.

## Wirtschaft und Infrastruktur
Longechaux war bis weit ins 20. Jahrhundert hinein ein vorwiegend durch die Landwirtschaft (Viehzucht und Milchwirtschaft, Ackerbau) und die Forstwirtschaft geprägtes Dorf. Noch heute leben die Bewohner zur Hauptsache von der Tätigkeit im ersten Sektor. Außerhalb des primären Sektors gibt es fast keine Arbeitsplätze im Dorf. Einige Erwerbstätige sind auch Wegpendler, die in den umliegenden größeren Ortschaften ihrer Arbeit nachgehen.
Die Ortschaft liegt abseits der größeren Durchgangsstraßen. Die Hauptzufahrt erfolgt von Avoudrey an der Hauptstraße D461 (Besançon-Morteau). Weitere Straßenverbindungen bestehen mit Vercel-Villedieu-le-Camp und Grandfontaine-sur-Creuse.